# Guerre du Bush de Rhodésie du Sud
La guerre du Bush de Rhodésie du Sud (également appelée Deuxième Chimurenga ou encore guerre de libération du Zimbabwe) est un conflit interne qui se déroula globalement, entre 1964 et 1979, en Rhodésie puis au Zimbabwe-Rhodésie. Elle se termina par la signature entre les protagonistes des accords de paix de Lancaster House en décembre 1979, prélude à l'avènement du nouvel État indépendant du Zimbabwe en avril 1980.
Le conflit opposa trois forces : le gouvernement de la minorité blanche de Rhodésie dirigé par le premier ministre Ian Smith (puis en 1979 le gouvernement zimbabwéen-rhodésien de l'évêque Abel Muzorewa) à la tête des forces de sécurité de la république de Rhodésie du Sud face d'une part aux guérillos de l'Armée nationale africaine de libération du Zimbabwe (ZANLA), la branche militaire de l'Union nationale africaine du Zimbabwe (ZANU) de Robert Mugabe et d'autre part face à l'Armée populaire révolutionnaire du Zimbabwe (ZIPRA) de l'Union du peuple africain du Zimbabwe (ZAPU) de Joshua Nkomo.
La fin de la guerre fut précédée d'un règlement interne, signé en 1978 par Smith et Muzorewa, qui amenèrent aux premières élections au suffrage universel en juin 1979 et à la fin du régime de la minorité blanche de Rhodésie, rebaptisée Zimbabwe-Rhodésie avec un gouvernement à majorité noire. Cependant, ce nouvel ordre politique n'obtint aucune reconnaissance internationale, faute notamment de participation de la ZANU et de la ZAPU. Aucune des parties n'ayant remporté de victoire militaire sur le terrain, des négociations entre le gouvernement du Zimbabwe-Rhodésie, le gouvernement du Royaume-Uni et le « Front patriotique » uni de Mugabe et Nkomo aboutirent aux accords de Lancaster House, à Londres, en décembre 1979. Le pays revint temporairement sous contrôle britannique sous le nom de Rhodésie du Sud et de nouvelles élections eurent lieu sous la supervision britannique et du Commonwealth en mars 1980. La ZANU remporta les élections et Mugabe devint le premier Premier ministre du Zimbabwe le 18 avril 1980, lorsque le pays obtint une indépendance internationalement reconnue.

## Le cadre
La géographie physique est composées de hauts plateaux sans accès à la mer. Le lac Kariba et le fleuve Zambèze délimitent la majeure partie de la frontière avec la Zambie (au nord-ouest). Les paysages naturels sont la savane sèche ou arborée. Parmi les ressources naturelles se trouvent : le charbon, le chrome, l’amiante, l’or, le nickel, le cuivre, les minerais de fer, le vanadium, le lithium, l’étain, et les métaux du groupe du platine. La capitale était Salisbury et la langue officielle était l'anglais. La population d'ascendance européenne y formait une minorité dominante (possession de l'essentiel de la terre arable) et citadine.

## Causes et action politique
L'origine de la guerre en Rhodésie peut remonter à la conquête du Matabeleland et du Mashonaland par la colonne des pionniers de la British South Africa Company (BSAC) à la fin du 19e siècle et à l'opposition des dirigeants ndébélés du roi Lobengula (première Guerre ndébélé).
La colonisation de la Rhodésie du Sud par les Britanniques débuta dans les années 1890 (fondation de Salisbury, Fort Victoria, Umtali).
En 1923, la tutelle de la BSAC prend fin et le territoire se voit accorder un gouvernement responsable, élu localement, mais pas le statut de dominion. Le territoire se développe comme colonie de peuplement sous la direction notable des premiers ministres Charles Coghlan et de Lord Malvern alors que la colonie d'exploitation de Rhodésie du Nord (les territoires au nord du fleuve Zambèze) reste sous le contrôle direct du colonial office.
Dans les années 1950, pour tenter de concurrencer l'Afrique du Sud, la Grande-Bretagne regroupe la Rhodésie du Sud, la Rhodésie du Nord et le Nyassaland dans une Fédération de Rhodésie et du Nyassaland afin d’accélérer l'intégration et le développement économique de ces territoires.
En 1960 au Cap en Afrique du Sud, dans son célèbre discours intitulé « Vent de changement », le Premier ministre britannique Harold Macmillan mentionne que la politique britannique serait dorénavant d'accompagner ses colonies africaines vers l'indépendance avec l'application du suffrage majoritaire. De nombreux Rhodésiens blancs, minoritaires démographiquement, craignent alors qu'un tel changement immédiat ne provoque le chaos comme cela en avait résulté dans l'ancien Congo Belge après son indépendance en 1960. Ainsi, les Blancs rhodésiens, et un certain nombre de Noirs de Rhodésie, craignent notamment que le principe d'un gouvernement majoritaire remette en cause leur mode de vie. Ayant déjà été témoins du précédent de la Révolte des Mau Mau, les Rhodésiens refusent la règle majoritaire, par crainte d'expropriation et de confiscation de leurs biens par un gouvernement de la ZIPRA ou de la ZANLA.
La réticence de la Grande-Bretagne à faire des compromis sur le principe du suffrage universel et l'hostilité des nationalistes noirs aux revendications des rhodésiens mène à la dislocation de la fédération (1963) puis à la déclaration unilatérale d'indépendance (UDI) de la Rhodésie du Sud le 11 novembre 1965 par le gouvernement du premier ministre Ian Smith. Si la Rhodésie bénéficie alors du soutien non officiel de l'Afrique du Sud voisine et du Portugal, qui possède alors le Mozambique et de quelques autres États, elle n'obtiendra la reconnaissance diplomatique d'aucun pays,
Si le vote en Rhodésie soit constitutionnellement ouvert à tous, quelle que soit leur race, ce n'est pas la suffrage universel car des exigences liés à la propriété empêchent de nombreux Africains noirs de pouvoir participer aux élections. En 1969, la nouvelle constitution accorde huit sièges aux « non-européens » et huit autres aux chefs de tribu sur les 66 sièges du parlement.
Le conflit est perçu par les groupes nationalistes et le gouvernement britannique de l’époque comme une guerre de libération nationale et raciale. Le gouvernement rhodésien considère le conflit comme une lutte entre une partie de la population du pays (les Blancs, démographiquement minoritaire) au nom de l'ensemble de la population (y compris la majorité noire) contre plusieurs partis financés de l'extérieur et composés de radicaux et de communistes. Le Front Rhodésien (RF) – le parti au pouvoir – a adopté une position intransigeante contre l’idéologie communiste du ZIPRA et du ZANLA. Il s'agit pour lui non seulement de combattre les communistes mais aussi de préserver l'autonomie gouvernementale accordée en 1923 par les Britanniques, de défendre les valeurs occidentales, le christianisme et l'État de droit. Il n'est pas disposé, du moins dans un premier temps, à faire des compromis sur la plupart des inégalités politiques, économiques et sociales et estiment que les griefs des populations noires ne sont pas endogènes mais fomentés de l'extérieur par des agitateurs étranger. Il considère également que la voix légitime des populations noires s'exprime via celle des chefs traditionnels. En 1978-1979, le gouvernement Smith effectue une ouverture vers les nationalistes modérés via un « règlement interne » qui met fin au régime minoritaire, change le nom du pays en Zimbabwe-Rhodésie et organise des élections multiraciales. Malgré la nomination d'un premier ministre noir, l'évêque Abel Muzorewa, le nouvel État ne reçoit aucune reconnaissance et le conflit perdure. Pour leur part, les nationalistes noirs considèrent que leur pays, qu'ils appellent le Zimbabwe, est occupé et dominé par une puissance étrangère, à savoir la Grande-Bretagne, depuis 1890.
Le conflit s'inscrit enfin dans le contexte de la Guerre froide et de guerres régionales menées dans plusieurs pays voisins : guerre d'indépendance angolaise (1961-1975), guerre civile angolaise (1975-2002), guerre d'indépendance du Mozambique (1964-1974), guerre civile mozambicaine (1977-1992), guerre de la frontière sud-africaine (1966–1989), Première guerre du Shaba (1977) et Deuxième guerre du Shaba (1978). Pour obtenir le soutien des occidentaux, Ian Smith décrit le conflit comme étant essentiellement de nature anticommuniste.

## Les adversaires

### Les forces gouvernementales

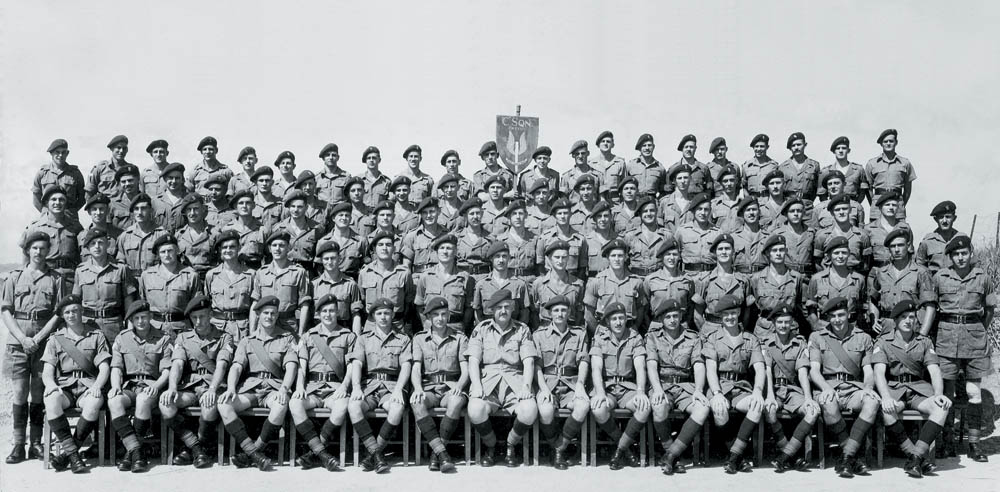
escouade C du SAS rhodésien en 1963.

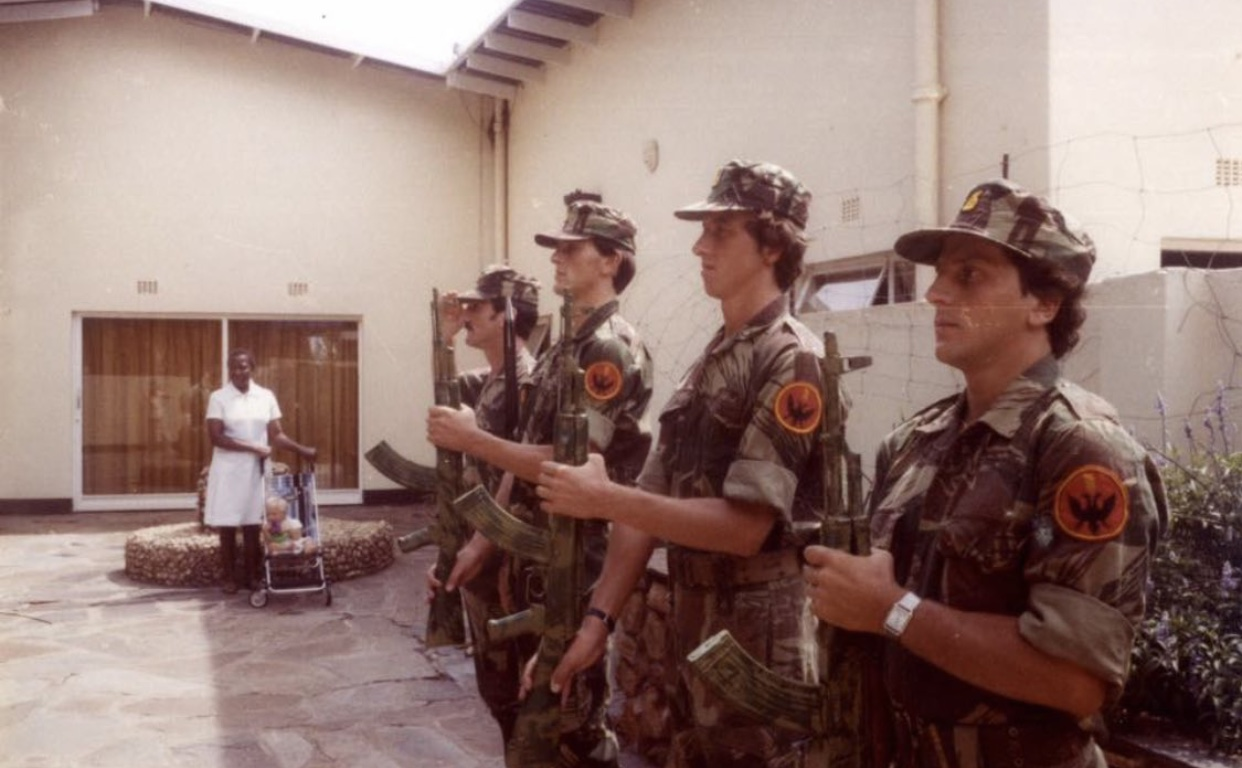
Membres de la garde royale albanaise, fidèle au roi Leka résidant de Rhodésie, et auxiliaires de l'armée rhodésienne

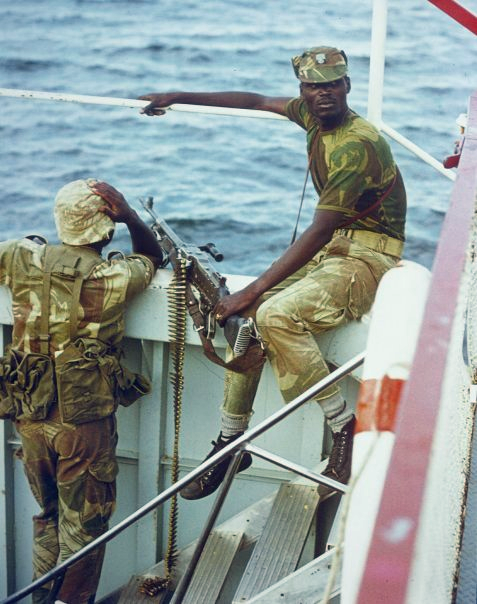
Soldats noirs des Rhodesian African Rifles en patrouille sur le lac Kariba en 1976

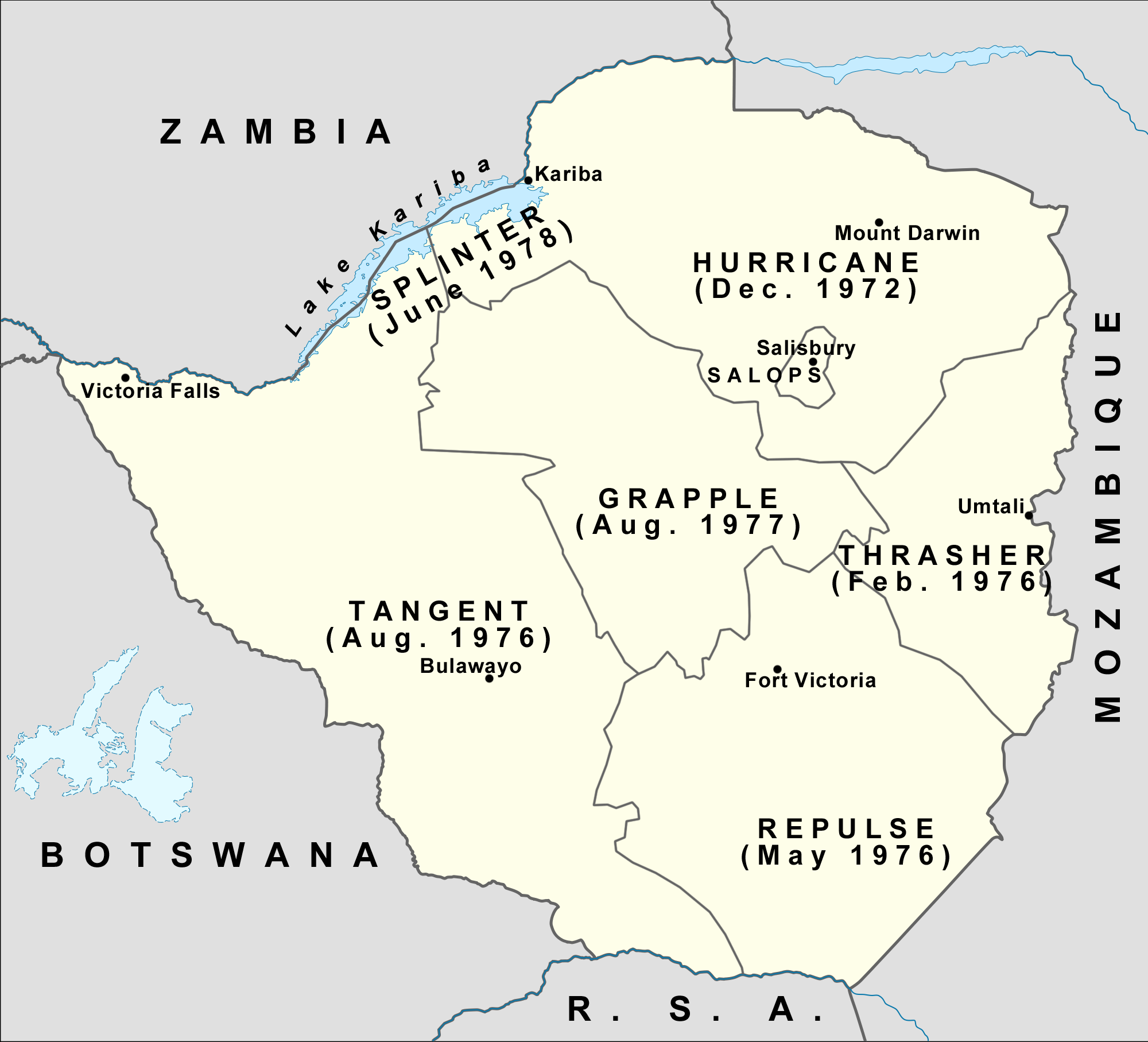
Démarcations militaires opérationnelles des forces de sécurité rhodésienne

En dépit des sanctions économiques et diplomatiques, la Rhodésie a développé et maintenu une armée puissante et professionnelle . L'armée rhodésienne est relativement petite, avec seulement 3 400 soldats en 1970 avant d'atteindre le nombre de 10 800 soldats d'active soutenus par 15 000 réservistes. Alors que l'armée régulière est composée essentiellement de soldats blancs (et que certaines unités, comme le Rhodesian SAS et la Rhodesian Light Infantry, soient entièrement blanches), le reste est majoritairement composé de soldats noirs comme les Rhodesian African Rifles. Toutefois, les réservistes de l’armée rhodésienne restent essentiellement blancs. Les unités de l'armée de terre comprennent de nombreuses unités dont les plus célèbres sont les Rhodesian African Rifles, la Rhodesian Light Infantry, les Selous Scouts, les Grey's Scouts, la 7e Compagnie indépendante (composée uniquement d'étrangers, en grande partie français), la Fire Force et les Rhodesian SAS.
L'armée régulière est soutenue par la British South Africa Police composée de 8 000 policiers, dont la majorité est noire, et de 19 000 policiers réservistes, dont la majorité est essentiellement blanche.
La Rhodésie dispose aussi d'une armée de l'air (Rhodesian Air Force) comprenant 150 pilotes et d'un service de renseignement (la Central Intelligence Organization).
En dépit de l'embargo sur les armes, l'armée rhodésienne est bien équipée même si elle est fortement dépendante des armes et équipements étrangers, notamment sud-africains et doit contourner les sanctions. Au début de la première guerre, une grande partie du matériel militaire de la Rhodésie est d'origine britannique et du Commonwealth, mais au cours du conflit, l'armée rhodésienne s'équipe de véhicules blindés Eland, achetés en Afrique du Sud, de plusieurs chars T-55 de fabrication polonaise destinés originairement à l'Ouganda. Les Rhodésiens produisent également une large gamme de véhicules blindés, utilisant souvent des composants de camions Mercedes Unimog, Land Rover et Bedford. L'arme d'infanterie standard de l'armée rhodésienne est le fusil belge FN FAL produit en Afrique du Sud et complété par le fusil HK G3 provenant des forces portugaises. Cependant, d'autres armes telles que la variante britannique L1A1 (« SLR ») du FAL et l'ancien fusil britannique Lee-Enfield sont utilisées par les réservistes et la BSAP. Parmi les autres armes figurent le fusil mitrailleur Bren LMG, le Sten SMG, l'Uzi, le pistolet Browning Hi-Power, le fusil M16, la mitrailleuse polyvalente FN MAG (FN MAG58), le Mortier L16 de 81mm et les mines M18A1 Claymore.
La flotte de la Rhodesian Air Force (RhAF) est de son côté principalement composée d'avions britanniques et d'avions en grande partie obsolètes, tels que les avions de transport de la Seconde Guerre mondiale Douglas Dakota et le de Havilland Vampire britannique. L'embargo sur les armes provoque surtout une pénurie de pièces de rechange obligeant la RhAF à trouver d'autres moyens pour maintenir ses avions en vol. Elle peut compter sur la force aérienne sud-africaine qui fournit notamment des avions et des équipages à l'appui des opérations de la RhAF à partir de 1966. Les Rhodésiens utilisent également des types d'avions plus modernes comme les bombardiers Hawker Hunter et Canberra, le Cessna Skymaster ainsi que les hélicoptères Aérospatiale Alouette III (SA316) et Bell 205.
Au cours de la guerre, la plupart des citoyens blancs portent des armes personnelles sur eux en permanence et il n’est pas rare de voir des femmes blanches porter des mitraillettes. Le pays se vit alors comme une forteresse assiégée ; tous les transports civils sont escortés en convois pour se protéger contre les embuscades. Le pays est divisé en huit zones géographiques opérationnelles : frontière nord-ouest (opération Ranger), frontière orientale (opération Thrasher), frontière nord-est (opération Hurricane), frontière sud-est (opération Repulse), Midlands (opération Grapple), Kariba (Opération Splinter), Matabeleland (Opération Tangent), Salisbury et District (« SALOPS »). En 1978, tous les hommes blancs jusqu’à l’âge de 60 ans sont aussi soumis à un appel périodique dans l’armée. Les plus jeunes jusqu’à 35 ans peuvent s’attendre à des rotations de six semaines dans l’armée.
Dans sa lutte contre les groupes armés, la Rhodésie est aussi soutenue par procuration par les États-Unis et leurs alliés occidentaux même si ces pays n'ont pas entrepris de reconnaitre la Rhodésie comme État indépendant. Ainsi des soldats américains qui ont combattu au Vietnam rejoignent les forces de sécurité rhodésiennes. De nombreux volontaires étrangers originaires de Grande-Bretagne, d'Irlande, d'Afrique du Sud, du Portugal, de Hong Kong, du Canada, d'Australie et de Nouvelle-Zélande complètent les effectifs ,,. L'Afrique du Sud est cependant le pays qui fournit un soutien considérable à la Rhodésie.
En juin 1977, le magazine Time rapporte que l'armée rhodésienne se classe parmi les meilleures unités de combat au monde

### Les insurgés
Dénonçant notamment la disparité de richesse entre les populations blanches et noires, les nationalistes noirs prônent la lutte armée pour instaurer le principe majoritaire one man one vote. Depuis aout 1963, ce sont principalement deux organisations nationalistes rivales, sur fonds de divergences tribales, stratégiques et de personnalités, qui mènent cette opposition progressivement devenue insurrectionnelle : la Zimbabwe African People's Union (ZAPU) et la Zimbabwe African National Union (ZANU). La ZANU et sa branche militaire ZANLA sont dirigées par Robert Mugabe et se composent principalement de tribus Shonas alors que la ZAPU et sa branche militaire ZIPRA sont principalement composés de Ndébele et sont dirigées par Joshua Nkomo.
L'Union soviétique soutient le ZIPRA et la république populaire de Chine soutient le ZANLA. En plus des armes blanches et fusils de chasse détenus avant 1960, la ZIPRA, armée par l'URSS, dispose de PPSh-41, AK-47, SKS et Degtyarev RPD ou des armes tchécoslovaques comme les carabines Vz 52/57, SA 23 et Sa Vz 58. Elle reçoit ensuite des RPG-2/-7, ainsi que des missiles sol-air (SA-7). Les combattants de la ZANLA ont droit pour leur part à des copies produites par l'industrie de l'armement de la république populaire de Chine (carabine Type 56, fusil Type 56 et mitrailleuse légère Type 56). Des mortiers russes et chinois complètent cet équipement, de même que des armes prises sur les FSR. Leurs instructeurs sont cubains, est-allemands, russes ou chinois. Dans une moindre mesure, les gouvernements de Cuba et du Mozambique indépendant offrent aussi une aide militaire, une formation militaire (Corée du Nord) ou des camps d'entrainements (Tanzanie, Éthiopie et Libye)..
Au cours des années, l'insurrection met en jeu un total approximatif de 50 000 guérilleros, rarement plus de 10 000 à la fois (sauf la dernière année), soutenus par des infrastructures politico-militaires locales très actives.
Au lieu de joindre d'emblée leurs forces, chacun des deux groupes armés va d'abord mener de son côté une guérilla distincte contre les forces de sécurité rhodésiennes. Les deux groupes rivaux vont parfois se battre également l'un contre l'autre.

## Le déroulement

### Période pré-guerre: une phase de désobéissance civile
Les premières actions de masse en Rhodésie débutent pacifiquement en septembre 1956 sous la forme d'un boycott par les travailleurs noirs des transports en commun de Salisbury pour protester contre l'augmentation des tarifs de bus de la United Transport Company, les transports venant à représenter alors de 18 % à 30 % de leurs revenus. Le boycott, mené par la City Youth League, est un succès et l'augmentation des prix est annulé. Cette action créait cependant un précédent. Le 12 septembre 1957, des membres de la Ligue de la jeunesse et du congrès national africain fondent le Congrès national africain de Rhodésie du Sud, dont la direction est assurée par Joshua Nkomo. Le parti est cependant interdit en 1959 par le gouvernement d'Edgar Whitehead et 307 de ses dirigeants emprisonnés, à l'exception de Nkomo qui était à l'étranger,,
Nkomo, Robert Mugabe, Herbert Chitepo et Ndabaningi Sithole fondent alors le Parti national-démocrate (NPD) en janvier 1960 dont Nkomo devient le chef. Le NPD, qui soutient à l'origine alors la conférence constitutionnelle de janvier 1961 et y envoie une délégation, se ravise à la suite de dissensions internes. Le gouvernement interdit le NPD en décembre 1961 et arrête ses dirigeants, à l'exception encore de Nkomo qui, une fois de plus, était à l'étranger. Nkomo forme alors l'Union du peuple africain du Zimbabwe que l'administration Whitehead interdit en septembre 1962 .
Le Parti fédéral uni (UFP), au pouvoir en Rhodésie du Sud depuis 1934, et qui représentait les intérêts commerciaux et agricoles, propose dans son programme pour les élections législatives de 1962 un nouveau « partenariat » racial : Toutes les lois ethniquement discriminatoires seraient immédiatement abrogées, y compris la loi sur la répartition des terres, qui définissait les terres accessibles selon les catégories raciales. À cette époque, 45 % environ du territoire est ainsi divisé alors que 45 % supplémentaires étaient constituées de terres en fiducie tribale, détenant une autonomie gouvernementale d'une manière similaire aux réserves indiennes américaines, et en réserves nationales. L'UFP propose toutefois de conserver le Tribal Trust et les réserves nationales et s'engage en faveur de l'avancement général des populations noires. Ces propositions sont néanmoins rejetées par l'électorat majoritairement blanc, qui craint une menace pour la prospérité et la sécurité économiques de la Rhodésie, ainsi que pour ses intérêts personnels . Ainsi, lors des élections de décembre 1962, en ne remportant que 28 sièges (dont 14 sur le quota des 15 sièges réservés aux noirs), l'UFP est battu par le tout nouveau Front rhodésien (35 sièges), un parti conservateur opposé à tout passage immédiat à un régime multiracial, dirigé par Winston Field et Ian Smith . Nkomo transfère alors le siège de son parti hors du pays, à Dar es Salaam.
En juillet 1963, Nkomo suspend Ndabaningi Sithole, Robert Mugabe, Leopold Takawira et Washington Malianga pour leur opposition à son maintien à la tête du ZAPU. Le 8 août, ces derniers annoncent la création de l'Union nationale africaine du Zimbabwe (ZANU) et forment une aile militaire, l'Armée de libération nationale africaine du Zimbabwe, et envoient leurs des membres en république populaire de Chine pour y suivre une formation.
Le 4 juillet 1964, des guérilleros de la ZANU tendent une embuscade et assassinent un contremaître blanc de la Silverstreams Wattle Company, Pieter Johan Andries (Andrew) Oberholzer. Le meurtre marque la petite communauté blanche qui se range derrière ses dirigeants,,. Les principaux dirigeants du ZANU et du ZAPU sont arrêtés en août 1964 et emprisonnés (dont Ndabaningi Sithole, Leopold Takawira, Edgar Tekere, Enos Nkala et Maurice Nyagumbo) à l'exception de Josiah Tongogara et Herbert Chitepo. Opérant alors depuis des bases en Zambie, ils vont commencé à lancer des attaques contre la Rhodésie..

### Une guérilla sporadique et difficile

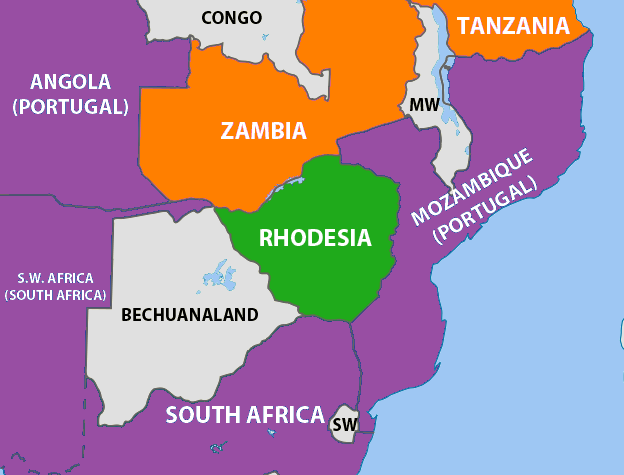
Situation géopolitique de la Rhodésie en 1965 avec en orange les États favorables aux nationalistes noirs et en pourpre les États favorables à la Rhodésie.

Le conflit s'intensifie après la Déclaration unilatérale d'indépendance (UDI) du 11 novembre 1965.
Des sanctions internationales (embargo) sont imposées à la Rhodésie par la Grande-Bretagne et approuvées par les États membres des Nations Unies. L'embargo est cependant rapidement détourné et la Rhodésie reçoit par divers moyens du pétrole, des munitions et des armes via les gouvernements d'Afrique du Sud et du Portugal.
Le 28 avril 1966 ont lieu les premières actions de la guérilla noire et le premier engagement majeur avec les forces de sécurité rhodésienne : à Sinoia, sept hommes de la ZANLA sont tués. En représailles, trois semaines plus tard, deux civils sont abattus dans leur ferme près de Hartley.
Durant la première phase du conflit (jusqu'à la fin de 1972), la position politique et militaire de la Rhodésie reste forte. Les guérilleros nationalistes ne font aucune percées sérieuses. Les deux principaux groupes nationalistes sont même confrontés à de graves divisions internes, qui amène à la suspension de l'aide de l'Organisation de l'unité africaine et à l’expulsion de 129 nationalistes de Zambie après avoir été accusés d'avoir comploté contre le président Kenneth Kaunda. La Rhodésie bénéficie aussi sur ses frontières orientales de la présence du Portugal au Mozambique ce qui lui permet de concentrer ses efforts sur la frontière avec la Zambie, empêchant de nombreuses incursions de guérilla. Une solide défense est en place le long du fleuve Zambèze allant du lac Kariba jusqu'à la frontière du Mozambique. Des campements de 30 hommes sont établis à des intervalles réguliers de 8 kilomètres, soutenus par des unités mobiles de réaction rapide. De 1966 à 1970, 175 insurgés sont tués contre 14 défenseurs rhodésiens.
Les efforts de la Grande-Bretagne pour isoler économiquement la Rhodésie n'ayant pas abouti, les gouvernements britanniques et rhodésiens tentent de négocier une sortie de crise consistant pour le gouvernement à faire admettre par les Rhodésiens le principe majoritaire mais à une échéance indéterminée. Le compromis est cependant rejeté par les populations noires consultées lors d'Indaba par les représentants du gouvernement britannique.
Le 23 mars 1972, la ZAPU (qui recrute ches les Ndebeles, 14 % de la population africaine) et la ZANU (Shonas) annoncent la création d’un commandement militaire unifié sous les ordres de Herbert Chitepo. Des bases de la ZIPRA, branche militaire du ZAPU, sont installées en Zambie et en Tanzanie, essentiellement pour former des troupes de guerre classique et des unités de police, alors que Josiah Tongogara, commandant de la ZANLA (branche militaire de la ZANU), part en Chine pour y apprendre les techniques de guérillas maoïstes.
Le conflit se poursuit néanmoins à une relative basse intensité jusqu'à l'attaque du 21 décembre 1972 de la ZANLA contre la ferme Altena dans le nord-est de la Rhodésie (deux civils sont tués et un troisième enlevé au Mozambique puis en Tanzanie). En réponse, les Rhodésiens attaquent directement les nationalistes dans leurs camps à l'étranger et avec l'accord du Portugal. Il s'agit alors de leur première opération extérieure, la première d'une longue série alors que la Rhodésie participe à une alliance défensive secrète pour l'Afrique australe, formalisée depuis 1970 par le Portugal et l'Afrique du Sud. L'alliance vise à approfondir la coopération politique et militaire entre les trois pays contre l'insurrection révolutionnaire que ce soit en Rhodésie, en Angola, au Mozambique, dans le Sud-Ouest africain et contre les pays voisins hostiles. Ce sont généralement les missions proches de la frontière qui sont le plus souvent victimes de raids des guérilleros. Une fois les missionnaires tués, les enfants noirs sont emmenés de l’autre côté de la frontière où ils deviennent des enfants soldats, renvoyés ensuite en mission en Rhodésie du Sud. Les incursions à partir de la Zambie sont les plus courantes. L’activité principale consiste alors à poser des mines entre les chutes Victoria et Chirundu. Dans les régions de fermage européen, la terreur vise à obliger les Blancs à quitter leur exploitation, mais aussi à interdire aux Africains locaux ou immigrés de fournir la main-d'œuvre indispensable. Dans les Tribal Trust Lands (réserves indigènes), elle vise à détruire l'administration officielle (affaires indigènes, écoles, dispensaires, travaux publics) et à imposer l'autorité des structures clandestines développées par les insurgés.
Cependant, les bandes formées à l'intérieur de la Rhodésie et les unités entraînées à l'extérieur restent des proies faciles pour les Forces de Sécurité. Facilement repérées, elles sont pistées et d'autant plus aisément détruites qu'elles acceptent souvent le combat.
Au début du mois de janvier 1973, la Rhodésie du Sud ferme ses voies de communication avec la Zambie par lesquelles transitaient 40 % des importations zambiennes et 48 % de ses exportations, constituant ainsi une déclaration de guerre économique envers son voisin du nord. Peu après, la Rhodésie du Sud autorise les exportations de cuivre zambien à transiter par son territoire.

### 1974-1976: le tournant

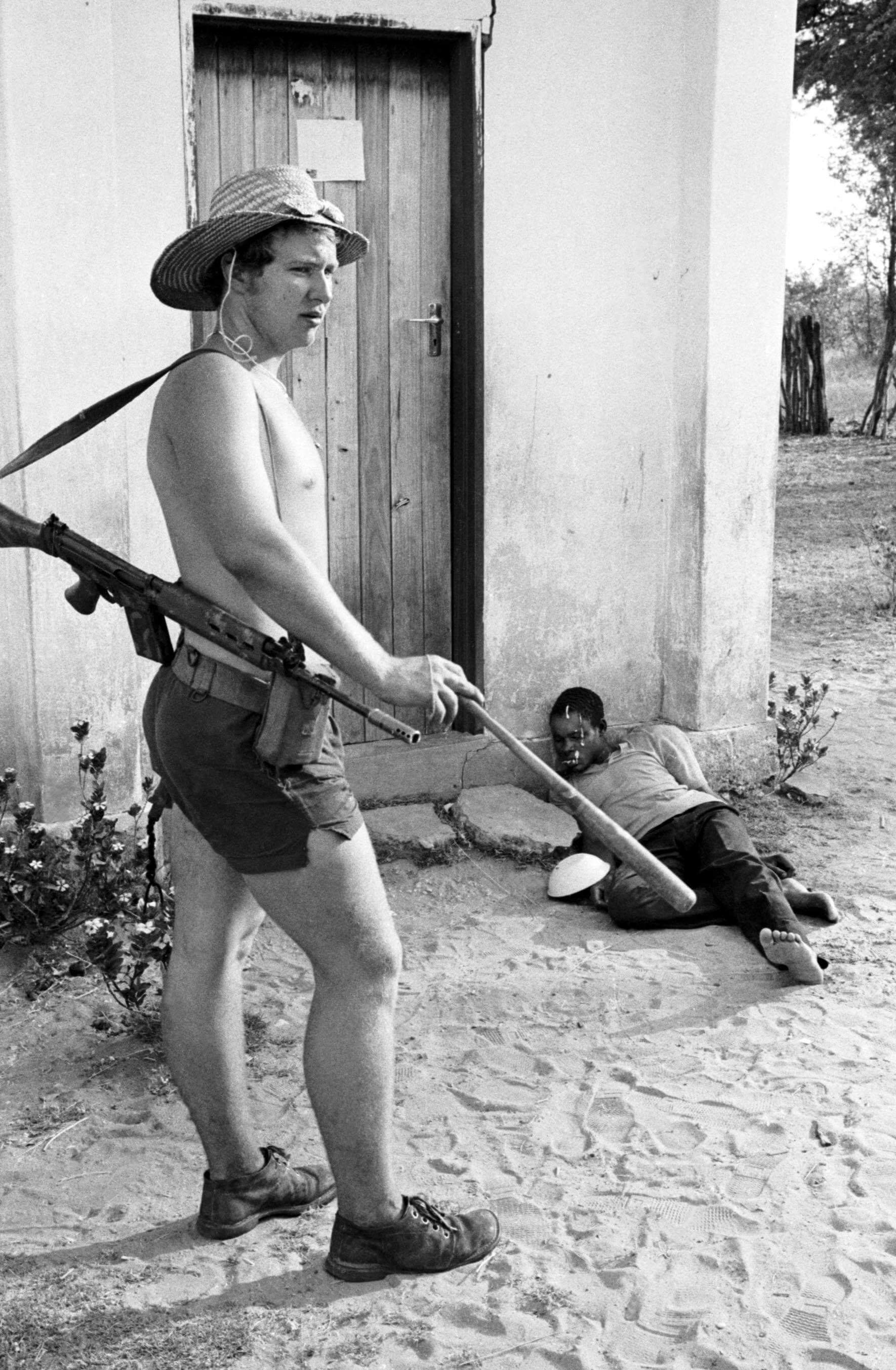
La guerre de Rhodésie en septembre 1977 : un soldat rhodésien vient de frapper avec sa batte Moffat Ncube (au sol), enseignant et leader politique (photo : J. Ross Baughman).

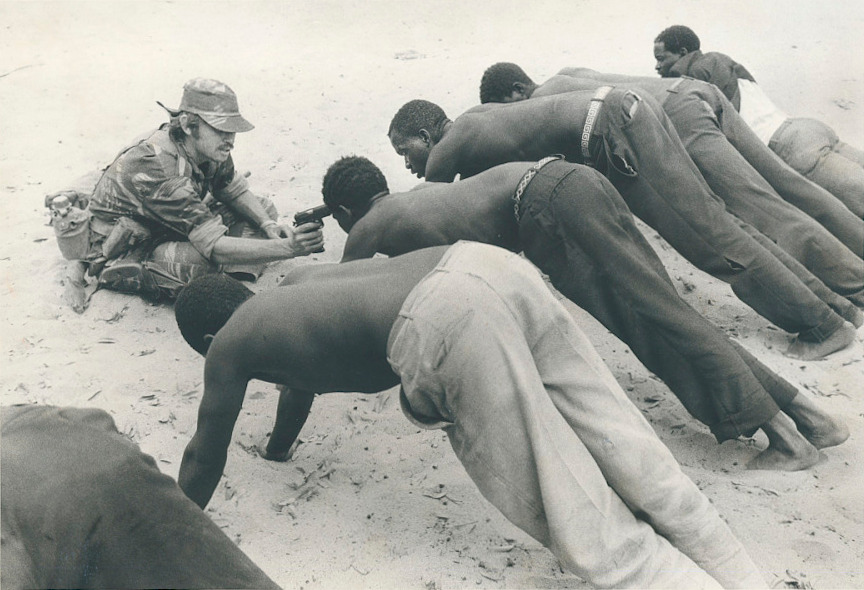
Interrogations de villageois noirs par un soldat blanc de l'armée rhodésienne dans un village à la frontière du Botswana en 1977 (photo: J. Ross Baughman)

En 1973, l'activité de guérilla s'intensifie. Les nationalistes noirs effectuent des raids périodiques dans la partie nord-est de la Rhodésie à partir de bases isolées situées en Zambie ou depuis les zones contrôlées par le FRELIMO dans la colonie portugaise du Mozambique. Une partie de la population noire est alors évacuée des zones frontalières, le service militaire obligatoire pour les Blancs est prolongé à un an et aucun homme blanc de plus de 17 ans n'est autorisé à quitter le pays.
En avril 1974, la révolution des Œillets au Portugal annonce la fin prochaine du régime colonial au Mozambique. Un gouvernement de transition est formé en quelques mois et le Mozambique devint indépendant sous le régime du FRELIMO le 25 juin 1975. De tels événements profitent à la ZANLA alors qu'ils sont désastreux pour les Rhodésiens. Avec la disparition de l'Empire portugais, la Rhodésie se retrouve entourée de nations hostiles, à l'exception de l'Afrique du Sud. Bien que le Mozambique ferme alors sa frontière, les forces rhodésiennes continuent de la franchir pour poursuivre les nationalistes et attaquer leurs camps d'entraînement.
À l’automne 1974, des contacts ont lieu à Lusaka entre des diplomates sud-rhodésiens et les représentants de la guérilla. Le 11 décembre, Smith annonçait la libération de tous les prisonniers politiques, assuré selon lui de la fin des actes de terrorisme en Rhodésie du Sud et de la réunion prochaine d’une conférence constitutionnelle. Joshua Nkomo, depuis peu en exil après avoir été interné pendant près de dix ans, revint dès le lendemain en homme libre à Salisbury. Les libérations de prisonniers furent cependant assez vite ajournées à la suite de nombreuses violations du cessez-le-feu.
Le 18 mars 1975, Herbert Chipeto, chef militaire du ZANLA, est tué à Lusaka par un courrier piégé, sans doute expédié par un des services secrets sud-rhodésiens, la Central Intelligence Organization, encore que l'affaire débarrasse Mugabe d'un concurrent énergique, efficace, populaire, intelligent et dangereux.
L’échec de la conférence des chutes Victoria (25 août 1975) conduisit à une reprise de la lutte armée des mouvements de guérilla alors que les anciennes colonies portugaises nouvellement indépendantes amenaient au pouvoir des gouvernements marxistes favorables aux mouvements de guérillas. En république populaire du Mozambique, les services secrets sud-rhodésiens n’allaient pas tarder à soutenir et à financer la Résistance nationale du Mozambique (RENAMO) contre le gouvernement marxiste du Front de libération du Mozambique (FRELIMO).
En janvier 1976, la ZANU de Mugabe et la ZAPU de Nkomo se rassemblèrent dans un Front patriotique alors que la ZIPRA (affiliée à la ZAPU) et la ZANLA (affilié à la ZANU) s’associaient dans la ZIPA (armée populaire de Zimbabwe).
En 1976, il est clair qu'un report sine die du régime majoritaire, qui avait été la pierre angulaire de la stratégie du gouvernement Smith depuis l'UDI, n'est plus viable. Même le soutien de l’Afrique du Sud à la Rhodésie diminue. Ainsi celle-ci réduit son aide économique, limite la quantité de carburant et de munitions fournies à l'armée rhodésienne et retire son personnel et l'équipement qu'elle avait précédemment fournis pour soutenir l'effort de guerre, y compris les unités de police des frontières opéraient entre la Rhodésie et la Zambie. La durée du service militaire actif est alors portée à 18 mois. Ceux qui ont quitté le service actifs entrent dans les forces de réserve et sont régulièrement appelés. En outre, le recrutement de soldats volontaires et même d'officiers s'intensifie dans la population noire pour combattre la guérilla mais le résultats sont relativement faibles. La Rhodésie recrute aussi des volontaires étrangers comme les nord-américains qui servent au sein des Crippled Eagles.
Pour détruire les unités d'insurgés en cours de formation avant qu'elles ne s'infiltrent à l'intérieur de la Rhodésie dès le début de la saison des pluies qui transforme la brousse en un fouillis impénétrable aux regards, les forces de sécurité lancent des raids contre les bases d’entraînement du Mozambique et de Zambie. Les premiers raids (1976-77) frappent des réfugiés peu armés qui vivent en famille dans des camps non fortifiés. Dans une 2e phase (1977-78), les camps sont fortifiés, les recrues armées et les familles à distance, mais les Rhodésiens sont les plus forts. Dans la 3e phase (1978-79), les camps fortifiés sont dispersés, leurs abords surveillés et patrouillés pour repérer les équipes de reconnaissance rhodésiennes, mais les dissidents ne font toujours pas le poids, encore que plusieurs raids tombent dans le vide. Enfin, dernière phase (1979-80), les insurgés bien pourvus en canons et en mitrailleuses (sans compter la menace de missiles) se défendent efficacement, utilisent des positions de rechange et reviennent dans le dos des assaillants. Les derniers raids sont des échecs.
Le 9 août 1976, une unité de 72 Selous Scouts, aidés par l'ancien commandant de la ZANLA, Morrison Nyathi, mène une contre-offensive audacieuse en territoire ennemi : déguisés avec des uniformes et des équipements du FRELIMO, ils approchent, infiltrent et attaquent un camp de la ZANLA à Nyadzonya au Mozambique, où sont regroupés plus de 5 000 guérilleros et plusieurs centaines de réfugiés. Plus de 300 insurgés du ZANLA sont tués alors que seulement quatre éclaireurs des Selous Scouts sont légèrement blessés avant de regagner la Rhodésie sans encombre. La ZANLA annoncera même le chiffre de 1028 personnes tuées, 309 blessées et environ 1 000 disparus.
En septembre 1976, Ian Smith accepte la proposition de compromis du secrétaire d'État américain Henry Kissinger d'introduire dans un délai de deux ans la règle de la majorité en Rhodésie. Le gouvernement cherche alors à négocier un règlement acceptable avec les dirigeants noirs modérés, avec l'objectif de conserver pour les Blancs une influence dans des domaines qu'ils considèrent comme clés tandis que l'armée rhodésienne cherche à éroder autant que possible la force militaire croissante de la ZANLA et du ZIPRA afin de gagner du temps pour parvenir à un règlement politique acceptable.
Le 7 octobre 1976, des insurgés bombardent un pont ferroviaire sur la rivière Matetsi alors qu'un train transportant du minerai passe dessus. Plus tard, le 21 décembre 1976, des guérilleros attaquent une plantation de thé et tuent 27 travailleurs noirs près de la frontière mozambicaine.
Alors que la guerre s'intensifie, les forces de sécurité rhodésiennes développent un programme d'armement chimique et biologique (ACB) visant à éliminer les guérilleros en empoisonnant leurs nourritures, leurs boissons et leurs médicaments ou en contaminant les réserves d'eau le long des routes d'infiltration de la guérilla. Les produits chimiques les plus utilisés sont alors le parathion et le thallium. D'autres agents biologiques sont aussi étudiés comme potentiel arme tel que le « Vibrio cholerae », le « Rickettsia prowazekii » et le « Salmonella typhi ». Parallèlement, l'armée rhodésienne pose de vastes champs de mines terrestres antipersonnel le long des frontières de l'est et du nord du pays pour empêcher l'infiltration et le réapprovisionnement des combattants basés en Zambie et au Mozambique.
Le 24 novembre 1977, lors d’une réunion publique à Bulawayo, Ian Smith annonce publiquement un virage à 180° de sa politique en déclarant son ralliement au principe du « one man, one vote ». Ce revirement soudain précipite à partir du début du mois de décembre les négociations internes avec les groupes nationalistes noirs non-violents menés par Abel Muzorewa et le révérend Sitholé.

### 1978: fin de la suprématie aérienne absolue

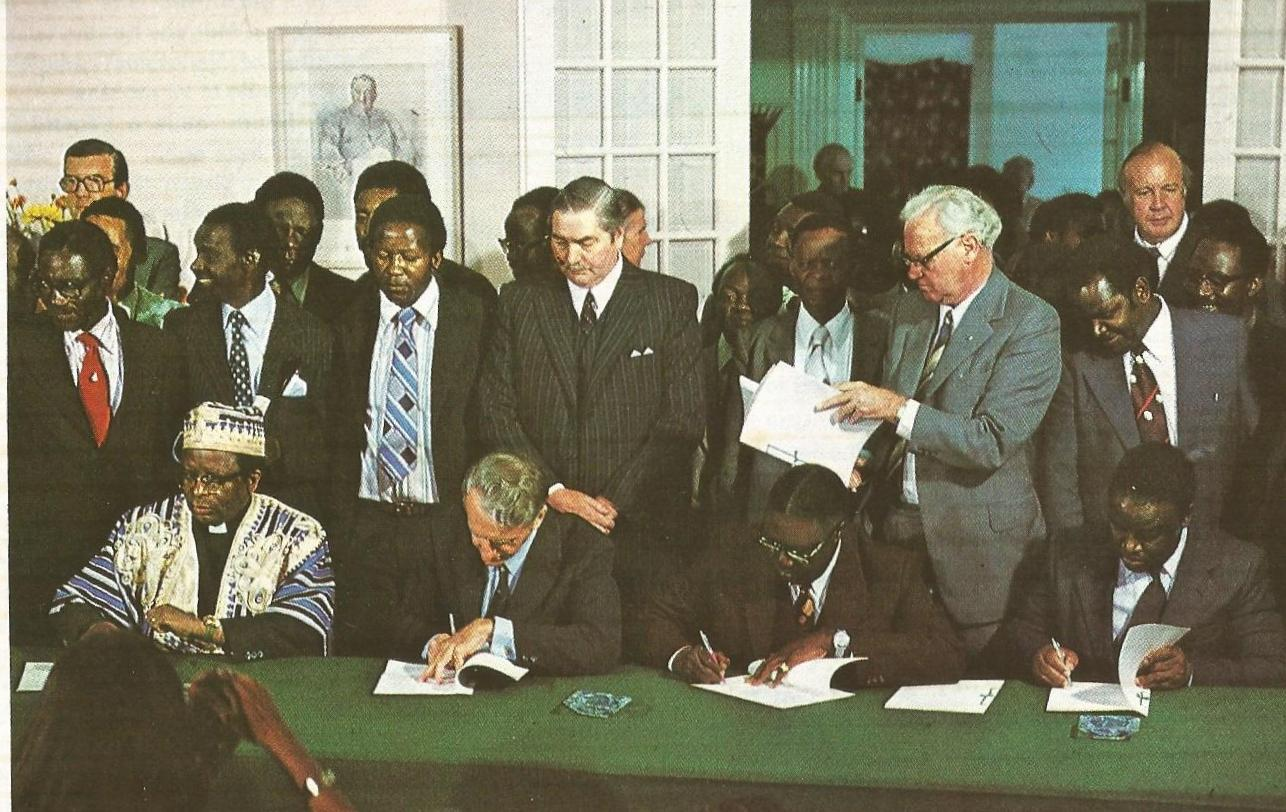
La signature des accords de Salisbury en mars 1978 : Muzorewa au côté de Ian Smith, du Chef Jeremiah Chirau et du révérend Sitholé

En janvier 1978, le gouvernement de Ian Smith tente d'émousser la cause nationaliste en négociant un « règlement interne » avec les nationalistes modérés. Le 3 mars 1978, Abel Muzorewa, Ndabaningi Sitholé et le chef Jeremiah Chirau signent avec Ian Smith les accords de Salisbury. Ce « règlement interne » prévoyait la formation d'un gouvernement de transition dirigé par un conseil exécutif comprenant Muzorewa, Sitholé, le chef Jeremiah Chirau et Ian Smith, des élections multiraciales sans restrictions raciales ou de revenus et une nouvelle constitution. L'accord interne est cependant mal perçu à l'étranger et rejeté par le Front patriotique.
Le gouvernement transitoire est rapidement mis en place le 21 mars 1978. Le 14 avril, neuf ministres noirs prêtent serment pour siéger au Conseil ministériel du gouvernement de transition.
Le 24 juin 1978, les hostilités atteignent un niveau de cruauté jamais égalé avec le massacre par des guérilléros du Front patriotique à Umtali à coup de haches de douze civils anglais d’une mission religieuse dont cinq femmes (précédemment violées), trois enfants de 4, 5 et 6 ans et d’un bébé de 3 semaines,. Le gouvernement rhodésien accuse le ZANLA. Le ZANLA accuse les Selous Scouts.
En juillet 1978, Muzorewa se rend au sénat américain pour demander la levée des sanctions contre la Rhodésie en vain, et rejette la demande de Cyrus Vance, le secrétaire d'état américain d'accepter une réunion avec toutes les factions impliquées dans le conflit rhodésien, y compris les chefs de la guérilla.
Le 14 août 1978, Ian Smith était néanmoins à Lusaka en Zambie où il rencontrait secrètement Joshua Nkomo dans le but de le faire rejoindre l’accord de Salisbury.
À la fin d’août 1978, les Nations unies dénoncèrent dans un rapport les 593 sociétés (dont de nombreuses entreprises pétrolières britanniques) qui avaient enfreint les règles de boycott édictées par le Conseil de sécurité.
Le 3 septembre 1978, un avion de ligne d’Air Rhodesia, avec à son bord 59 passagers et membres d’équipage, fut abattu peu de temps après son décollage de l’aéroport du lac Kariba par des missiles Sam-7 tirés par la guérilla de la ZIPRA. Sur les 18 survivants, 10 furent ensuite massacrés à la kalachnikov par les membres de la guérilla. Josuah Nkomo revendiqua la destruction en vol de l’avion mais nia que les survivants aient été abattu par ses hommes. Smith déclara alors que Nkomo s’était mis « au ban de la société » et annonçait qu’il mettait fin définitivement à leurs discrètes entrevues. Dans le même temps, Nkomo écartait toute solution légale et pacifique pour prendre le pouvoir alors que de son côté, la ZANU allait quémander à Addis-Abeba l’aide de Cuba et de l’URSS.
En octobre 1978, à l’invitation de 27 sénateurs conservateurs américains, Smith, Muzorewa et Sitholé et Chirau se rendent aux États-Unis pour défendre leur accord et rencontrent l’ancien secrétaire d’État Henry Kissinger, l'ancien président Gerald Ford, l’ancien vice-président Nelson Rockefeller, l’ancien secrétaire républicain au Trésor, John Connally et d'autres personnalités politiques dont le futur président Ronald Reagan.
À la même époque, les Fire Forces de l'intérieur sont tenues à distance par les canons et les mitrailleuses de bandes de plus en plus nombreuses qui ne se laissent plus intimider, tandis que les raids extérieurs rencontrent des résistances intelligentes et opiniâtres.

### 1979: L'échec de la Zimbabwe Rhodésie
Les élections d'avril 1979, annoncées par les accords de Salisbury et boycottées par le Front patriotique de Mugabe et Nkomo, donnent la victoire à l'évêque Abel Muzorewa et à l'UANC. Muzorewa devient le nouveau Premier ministre du Zimbabwe-Rhodésie à compter du 1er juin 1979, tandis que Josiah Zion Gumede obtient le poste honorifique de président de la République. Mais ni l'accord de Salisbury, ni les élections d'avril 1979 ni le nouveau gouvernement de Muzorewa ne font l'objet d'une reconnaissance internationale et sont même condamnés par l'ONU.
Au contraire des espoirs des signataires de l'accord de Salisbury, la lutte armée menée par les mouvements de guérilla s'amplifie.
Le 11 juillet 1979, Muzorewa effectue une visite à Washington pour tenter sans succès de plaider sa cause auprès du gouvernement démocrate de Jimmy Carter. Le 12 juillet, Muzorewa effectue une courte visite de 36 heures à Londres où accueilli par un fonctionnaire du Foreign Office, il rencontre, le premier ministre, Mme Thatcher, ainsi que le secrétaire au Foreign Office, Lord Carrington. Le gouvernement Muzorewa attendait beaucoup du retour au pouvoir du parti conservateur britannique où il comptait de nombreux amis mais ses espoirs sont déçus. Au contraire, le gouvernement britannique finit par convaincre Muzorewa, après la réunion des chefs de gouvernement du Commonwealth, de participer à de nouvelles négociations à Londres avec le Front patriotique de Mugabe et de Nkomo, qui commencent le 10 septembre 1979 sous la direction de Peter Carrington, le ministre des affaires étrangères britannique. Simultanément, les États-Unis font pression sur l'Afrique du Sud qui bloque le commerce extérieur rhodésien et réduit drastiquement son assistance militaire.
À la même époque, les opérations combinées contre les camps d'entraînement du Mozambique se traduisent par des échecs tandis qu'à l'intérieur du pays l'effectif des insurgés déborde les forces de sécurité.

### Accords de Lancaster House (décembre 1979)
Après 3 mois de négociations, Muzorewa remet la souveraineté du Zimbabwe-Rhodésie aux Britanniques qui nomment le 12 décembre 1979, Lord Christopher Soames gouverneur de la colonie de Rhodésie du sud, mettant ainsi fin au mandat de Muzorewa et du président Josiah Zion Gumede. Les accords de Lancaster House, signés le 21 décembre 1979, mettent fin au conflit sous l'égide la Grande-Bretagne qui reprend provisoirement le contrôle de sa colonie, le temps d'organiser des élections sous la supervision des Nations-unies.
Après une courte campagne, marquée par un climat de violence et d'intimidation, la ZANU de Robert Mugabe remporte la majorité absolue des 80 sièges de députés à la nouvelle assemblée alors que l'UANC de Murozewa est laminé et ne sauve que 3 sièges. La population rurale africaine, sans illusions mais toutes tendances confondues, a donc voté massivement pour le ZANU-PF permettant à Robert Mugabe de devenir premier ministre du nouvel État du Zimbabwe en avril 1980.

## Pertes et conséquences militaires
Selon les statistiques du gouvernement rhodésien, plus de 20 000 personnes ont été tuées au cours de la guerre du Bush. De décembre 1972 à décembre 1979, 1 120 membres des forces de sécurité rhodésiennes et 10 050 guérilleros (et un nombre indéterminé de personnes au Mozambique et en Zambie) ont été tués ainsi que 7 790 civils noirs et 468 civils blancs. D'autres estimations évoquent de 30 000 à 40 000 morts.
Dans le livre, « Zimbabwe's Guerilla War », en prenant l'exemple du district de Mutoko situé près du Mozambique, la politologue Norma J. Kriger mentionne que le soutien en zone rurale au ZANU n'avait pas été spontané durant la guerre de libération, notamment chez les adultes, sinon par la contrainte et la coercition et ce, malgré une vague sympathie pour les objectifs de la guérilla. Elle précise que dans la mesure où les paysans pouvaient cependant collaborer volontairement avec la ZANLA, c'était souvent dans l'espoir de régler de petits problèmes et protéger des intérêts locaux..
L'historienne Luise White a souligné de son côté les inexactitudes des récits de guerre des anciens soldats de la Rhodésie, mentionnant l'absence de véritables batailles et que, même si les soldats rhodésiens n'avaient nulle part été mis en déroute, ils n'avaient remporté aucune victoire décisive non plus, y compris au milieu des années 1970 alors que les forces de la guérilla étaient en difficulté. Elle affirme également que les objectifs de l'État rhodésien n'étaient pas clair et ne visaient pas nécessairement une victoire militaire plus qu'une position avantageuse à partir de laquelle négocier une sorte de transition vers un régime majoritaire ".
Pour l'universitaire M. T. Howard, la description d'une armée rhodésienne presque invincible servait à la fois les discours des rhodésiens blancs que les discours des nationalistes zimbabwéens noirs, afin notamment pour ces derniers de rendre leur succès final plus impressionnant..

### Filmographie
- Le Putsch des mercenaires (VO : a game for vultures) de James Fargo (1979), avec Richard Harris, Joan Collins, Ray Milland et Richard Roundtree. Bien que tourné en Afrique du Sud, le film est censé se dérouler en Rhodésie durant les années 1970.